# Ibbenbüren-Laggenbeck
Ibbenbüren-Laggenbeck (niem. Bahnhof Ibbenbüren-Laggenbeck) – przystanek osobowy w Ibbenbüren, w dzielnicy Laggenbeck, w kraju związkowym Nadrenia Północna-Westfalia, w Niemczech. Według DB Station&Service ma kategorię 5. Znajduje się na linii Löhne – Rheine.

## Linie kolejowe
- Linia Löhne – Rheine